# Frailes (Costa Rica)
Frailes è un distretto della Costa Rica facente parte del cantone di Desamparados, nella provincia di San José.
Frailes comprende 4 rioni (barrios):
- Bajos de Tarrazú
- Bustamante
- Santa Elena
- Violeta